# Chlorops polita
Chlorops polita är en tvåvingeart som beskrevs av Macquart 1835. Chlorops polita ingår i släktet Chlorops och familjen fritflugor.
Artens utbredningsområde är Frankrike. Inga underarter finns listade i Catalogue of Life.